# Bahnhof Kijima
Der Bahnhof Kijima (木島駅 Kijima-eki) war ein Bahnhof auf der japanischen Insel Honshū, betrieben von der Nagano Dentetsu. Er befand sich in der Präfektur Nagano auf dem Gebiet der Stadt Iiyama und war von 1925 bis 2002 in Betrieb.

## Beschreibung
Der ehemalige Bahnhof stand am südlichen Rand des Dorfes Kijima, etwa drei Kilometer östlich des Bahnhofs Iiyama auf der gegenüberliegenden Talseite des Chikuma. Von der Anlage ist nichts erhalten geblieben. Das frühere Empfangsgebäude diente zunächst als Verkaufsbüro des Busunternehmens Nagaden Bus, wurde aber 2018 wegen der schlechten Bausubstanz abgerissen und durch einen Neubau ersetzt. Am früheren Bahnhofsvorplatz treffen heute noch mehrere Buslinien aufeinander. Es gab einst drei Gleise, wobei jenes an der Südseite zu einem Schuppen führte, der als Unterstand für Arbeitsfahrzeuge diente. Sämtliche Gleisanlagen sind entfernt worden; an ihrer Stelle stehen mittlerweile lange Reihen von Solarmodulen.

## Weblinks

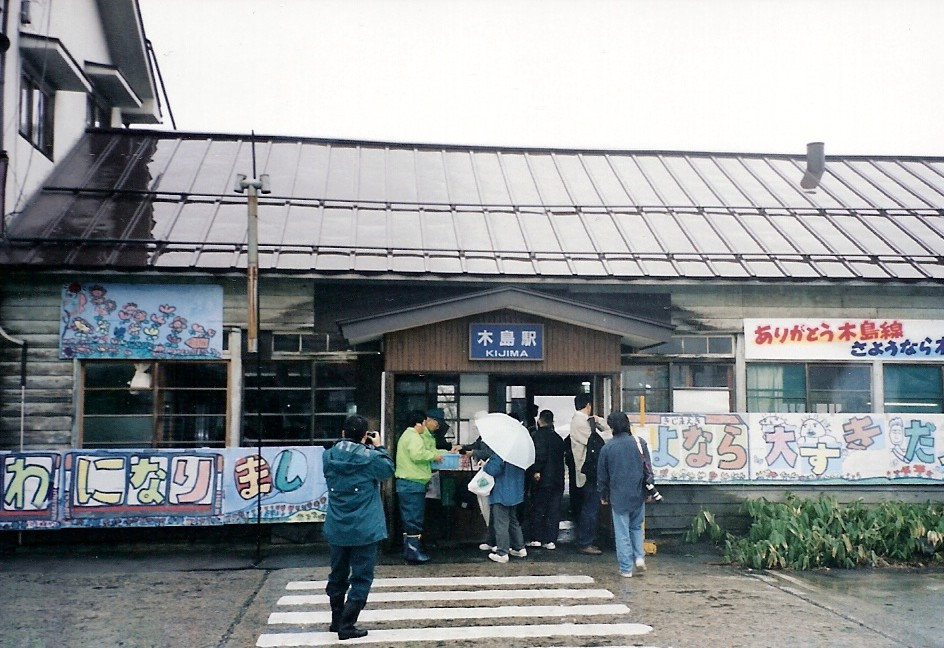
30. März 2002

## Geschichte
Die Bahngesellschaft Katō Tetsudō eröffnete den Bahnhof am 12. Juli, zusammen mit dem von Shinshū-Nakano bis hierhin führenden Abschnitt der damaligen Katō-Linie (später als Kijima-Linie bezeichnet). Am 30. September 1926 fusionierte die Katō Tetsudō mit der Nagano Denki Tetsudō zur Nagano Dentetsu (Nagaden). In den 1950er Jahren sollte die Strecke nach Sekiyama verlängert, um den nahe gelegenen Wintersportort Nozawa Onsen zu erschließen. Widerstand von Grundstückseigentümern führte jedoch dazu, dass die Nagano Dentetsu 1963 das Projekt aufgab. Am 1. März 1968 stellte die Nagaden den Güterumschlag ein. Ab 1. August 1993 war der Bahnhof nicht mehr mit Personal besetzt. Die Konkurrenz durch Buslinien und die nahe Iiyama-Linie hatten einen markanten Rückgang der Fahrgastzahlen zur Folge. Am 1. April 2002 legte die Nagaden die Strecke still und ersetzte sie durch eine Buslinie.